# Lilly Reich

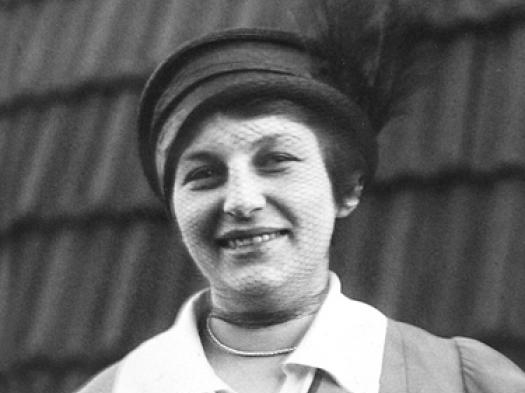
Lilly Reich

Lilly Reich (* 16. Juni 1885 in Berlin als Marie Lilli Reich; † 14. Dezember 1947 ebenda) war eine deutsche Designerin und Innenraumgestalterin der Moderne. Der Deutsche Werkbund nahm sie 1920 als erste Frau in seinen Vorstand auf. Sie arbeitete ab 1926 über zehn Jahre eng mit Ludwig Mies van der Rohe zusammen, unter anderem am Barcelona-Pavillon und der Villa Tugendhat. Von ihr sind zahlreiche Entwürfe für Stahlrohr-Sitzmöbel überliefert. 1932 wurde sie Leiterin der Ausbau-Werkstatt und der Weberei des Bauhauses in Dessau.

## Leben und Wirken

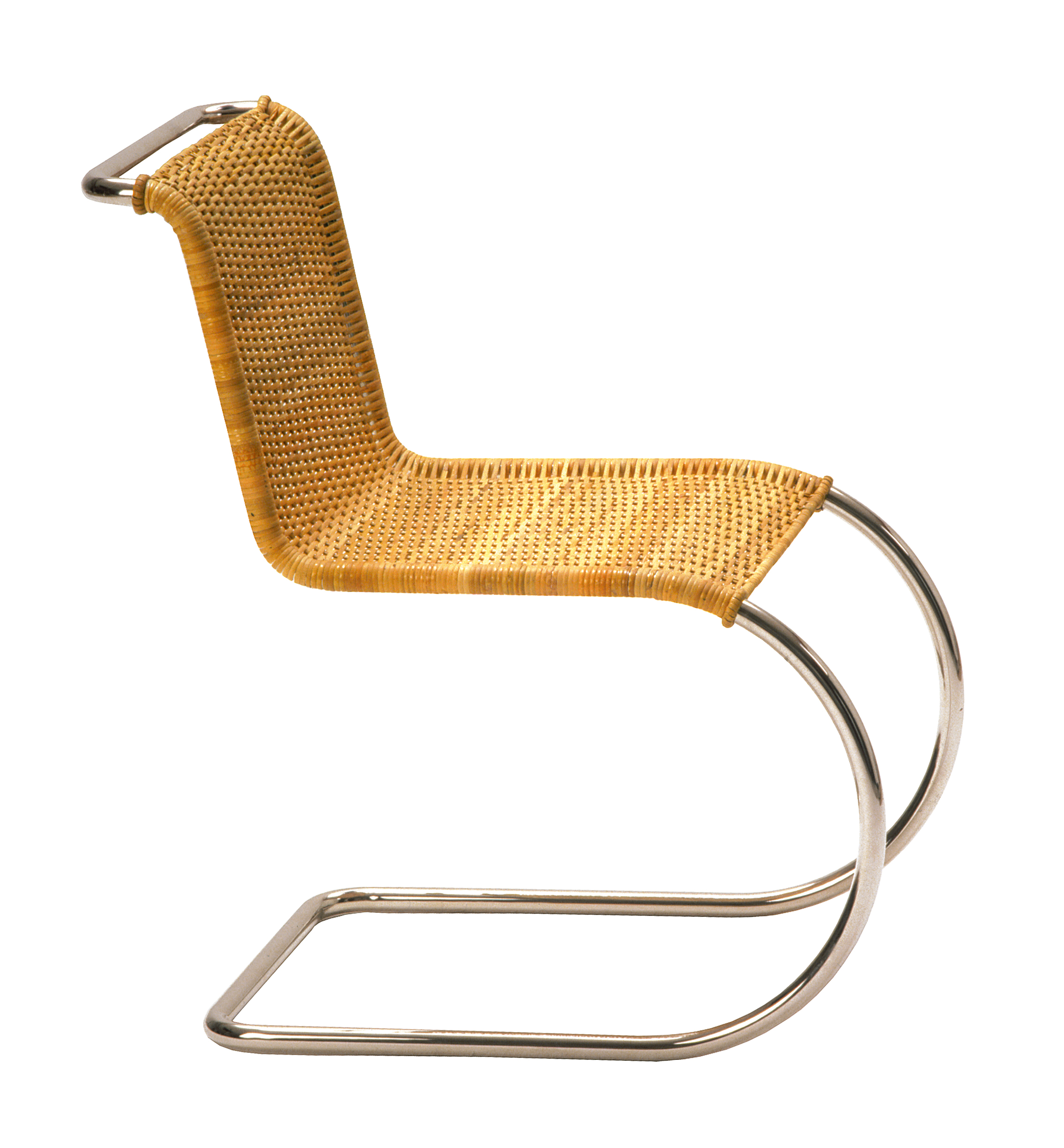
Weißenhof-Stuhl mit Geflecht von Lilly Reich

Lilly Reich war die Tochter des Elektro-Technikers Alwin Reich und dessen Ehefrau Marie geb. Dix. Geboren wurde sie in der elterlichen Wohnung in der Hornstraße 3 in der Tempelhofer Vorstadt. Nach dem Abitur absolvierte sie eine Ausbildung zur Kurbelstickerin und arbeitete daraufhin unter Leitung von Josef Hoffmann ab 1908 in der Wiener Werkstätte. Drei Jahre später kehrte sie nach Berlin zurück und gründete 1911 ihr Atelier für Innenraumgestaltung, Dekorationskunst und Mode. Sie pflegte Kontakte zu dem Designtheoretiker Hermann Muthesius und arbeitete mit Else Oppler-Legband zusammen.
1912 wurde Reich Mitglied im Deutschen Werkbund, seit 1920 wurde sie als erste Frau Vorstandsmitglied des Werkbundes. Vor dem Ersten Weltkrieg erlangten ihre Gestaltungs- und Einrichtungsideen große Bekanntheit. Von 1924 bis 1926 wurde Reich für das Messeamt in Frankfurt am Main als Ausstellungsgestalterin tätig und machte dort die Bekanntschaft mit dem Architekten Ludwig Mies van der Rohe. In den folgenden Jahren entstand eine enge Arbeits- und Lebenspartnerschaft. 1927 arbeitet Reich wieder in Berlin; mit Mies van der Rohe übernimmt sie verschiedene Aufträge für Inneneinrichtungen und Ausstellungen:
- Cafe Samt & Seide im Rahmen der Ausstellung „Die Mode der Dame“, Berlin 1927.
- Glasraum, Ausstellungsraum der deutschen Glasindustrie
- die Werkbundausstellung Die Wohnung, Stuttgart/Weißenhof 1927[3]
- Einrichtung Wohnung Crous, Berlin 1930
- gemeinsame Leitung der Deutschen Bauausstellung 1931 und Entwürfe für Präsentationsstände in Berlin in den Jahren 1927, 1931 und 1943.[4]

Sowie Möbelentwürfe und Einrichtungsvorschläge der Hallen von Haus Lange und Haus Esters (nicht realisiert), Krefeld ca. 1929 oder 1930. Viele ihrer Stahlrohrentwürfe wurden häufig van der Rohe allein zugeschrieben.
Auf Grund ihrer Erfolge wurde Reich die Leitung für den deutschen Beitrag in der Weltausstellung 1929 in Barcelona übertragen.
Im Januar 1932 berief sie Ludwig Mies van der Rohe, der als Direktor das Bauhaus leitete, zur Leiterin der Bau-/Ausbauabteilung und der Werkstatt für Weberei am Bauhaus Dessau und später am Bauhaus Berlin, wo sie bis zur Schließung des Bauhauses zu Beginn des Sommersemesters 1933, aufgrund der Machtübergabe an die NSDAP, tätig war. Reich unterzeichnete 1934 nicht den NS-freundlichen Aufruf der Kulturschaffenden, ein öffentliches Bekenntnis zu „des Führers Gefolgschaft“. Gleichwohl stimmte sie 1933, als das NSDAP-Mitglied Carl Christoph Lörcher den DWB-Präsidentenstuhl besetzte und die Gleichschaltung des Werkbunds einleitete, diesen Änderungen zu. Daneben sympathisierte Reich mit der Idee eines „neuen Bauhauses unter NS-Vorzeichen“. Sie stellte sich wiederholt in den Dienst der NS-Propaganda; offen ist, ob sie dies aus Not oder aus Überzeugung tat. Sie war 1934 im Rahmen der Berliner Ausstellung Deutsches Volk – deutsche Arbeit für die Abteilung Glas, Keramik und Porzellan verantwortlich, sie designte dafür u. a. die Ecke Lichte Erde, gebrannte Erde. Danach entwickelte sie gemeinsam mit Mies van der Rohe u. a. Pläne für die Berliner „Reichsausstellung der Deutschen Textil- und Bekleidungswirtschaft“  von 1937 bzw. für die Textilindustrie-Abteilung der Pariser „Exposition internationale des arts et techniques appliqués de la vie moderne“ von 1937. Neben ihr, Mies und Bauhaus-Begründer Walter Gropius beteiligte sich manch anderer früherer Mitarbeiter am Bauhaus an diesen NS-Propaganda-Ausstellungen.
1939 besuchte sie Mies in Chicago, kehrte danach aber wieder nach Deutschland zurück und wurde bei der Organisation Todt (OT) dienstverpflichtet. 1945 bis 1947 hielt sie Lehrveranstaltungen an der Hochschule für Bildende Künste Berlin. Sie starb 1947 an Unterleibskrebs in einer kleinen Klinik in der Trautenaustraße in Berlin-Wilmersdorf. Zuletzt lebte sie am Hohenzollerndamm 112 in Berlin-Schmargendorf.